# درجه مربع
درجه مربع یک یکای اندازه‌گیری ناسازگار با دستگاه بین‌المللی یکاها برای زاویه فضایی است. نمادهای درجه مربع درجه۲ یا (°)۲ هستند. مانند درجه که بخشی از دایره را اندازه می‌گیرد درجه مربع بخشی از کره را اندازه‌گیری می‌کند. مانند درجه که اندازه آن برابر {\displaystyle \pi }/۱۸۰ رادیان است، یک درجه مربع برابر با ({\displaystyle \pi }/۱۸۰)۲ نزدیک به ({\displaystyle \pi }/۱۸۰)۲ یا 1/۳۲۸۳ = ۳٫۰۴۶۲×۱۰−۴ [[استرادیان]] است.
شمار مربع‌های درجه در سراسر یک کره، نزدیک به ۴۱,۲۵۳ درجه مربع است.
{\displaystyle 4\pi \left({\frac {180}{\pi }}\right)^{2}\,\mathrm {deg^{2}} ={\frac {360^{2}}{\pi }}\,\,\mathrm {deg^{2}} ={\frac {129\,600}{\pi }}\,\,\mathrm {deg^{2}} \simeq 41\,252.96\,\,\mathrm {deg^{2}} }

## نمونه‌ها
- سراسر کره نزدیک به ۴۱,۲۵۳ درجه مربع است.
- سطح قابل دید ماه از روی زمین، تنها ۰/۲ درجه مربع از آسمان را می‌پوشاند. قطر ماه تنها ۰/۵ درجه است. بنابراین سطح قابل دید ماه (۰/۵°/۲)۲ مربع درجه است.
- مربع درجه خورشید نیز نزدیک مربع درجه ماه است. برای اینکه خورشید یا ماه، همه کره آسمان را بپوشانند نیاز به ۲۱۰,۱۰۰ ماه کامل یا خورشید است.
- با فرض اینکه مساحت سطح زمین ۵۱۰ میلیون کیلومتر مربع است، مساحت ایرلند شمالی (۱۴,۱۳۰ کیلومتر مربع) و ایالت کنتیکت (۱۴,۳۵۷ کیلومتر مربع) به ترتیب برابر ۱/۱ و ۱/۲ درجه مربع زاویه فضایی هستند.
- درجه بزرگترین صورت فلکی به نام مار باریک ۱,۳۰۳ و کوچکترین صورت فلکی به نام چلیپا تنها ۶۸ است.[۱]

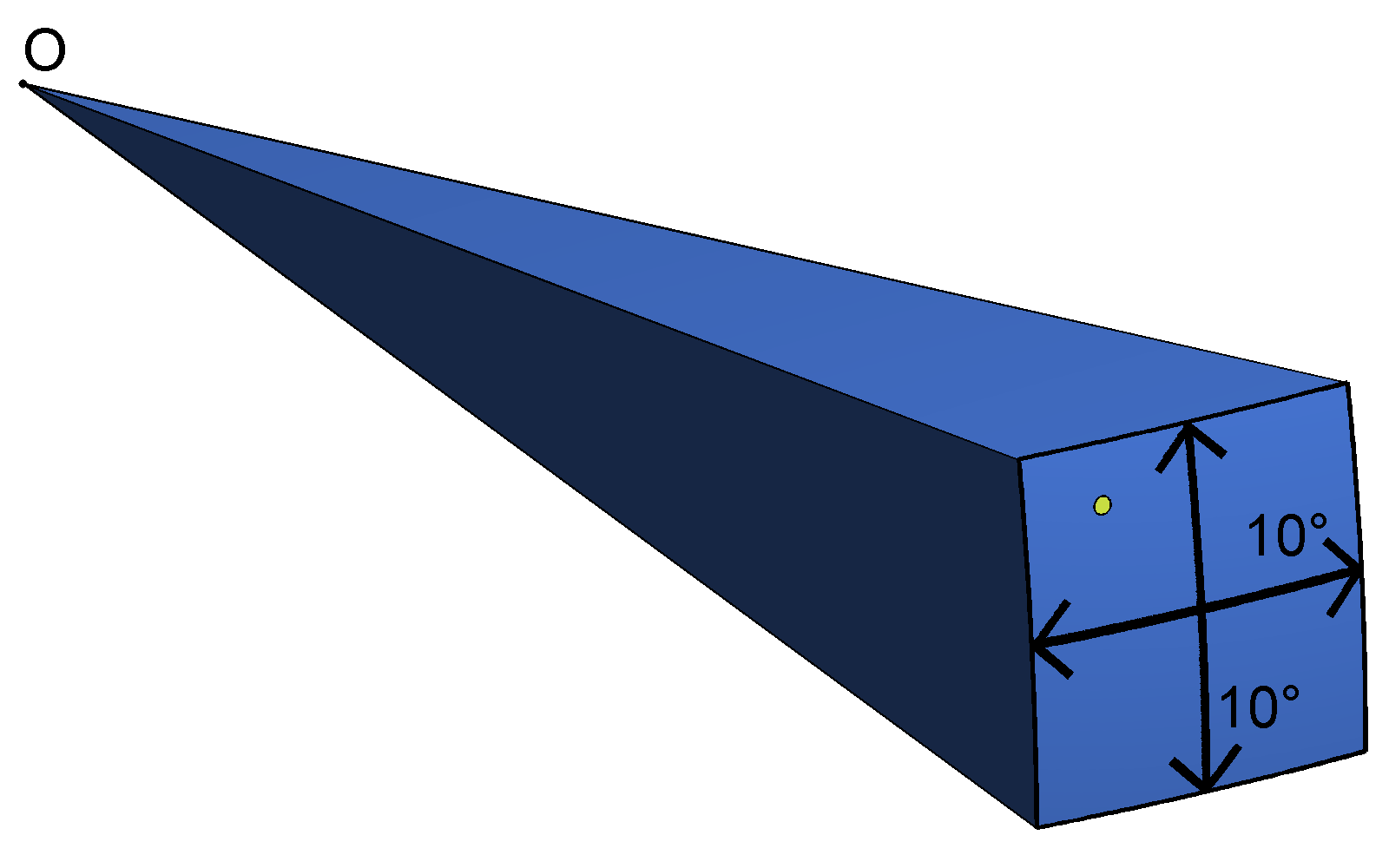
طرح‌نگاره‌ای از ساختار زاویهٔ فضایی که توسط یک هرم مستطیلی شکل‌گرفته‌ و هر دو زاویه در بالای آن برابر با ۱۰ درجه است. زاویهٔ فضایی حاصل، تقریباً ۹۹,۷۴۷۳۶۹ متر مربع است. اندازهٔ زاويهٔ فضایی كه ماه از زمين ديده می‌شود، برای مقايسه با رنگ زرد، نشان‌داده شده‌است.